# 松本慎二
松本　慎二（まつもと　しんじ、1960年9月10日 - ）は、日本のベーシスト。北海道小樽市出身。血液型はB型。

## 経歴・人物
- 1981年 - 北海道小樽桜陽高等学校時代から共にバンド活動していた盟友、青木秀一・工藤哲也とNIGHT HAWKSを結成。観客動員1000人を誇る北海道NO.1のアマチュアバンドとして君臨。全国規模のコンテストにおいても北海道代表として多数の全国大会に出場。
- 1983年 - （財）YAMAHA音楽振興会札幌支部POPCON CENTERでBassistとして、POPCONの音楽制作に携わる。その他、札幌でのスタジオセッションに多数参加。（佐々木幸男・鈴木一平・田中義剛～等）
- 1987年 - 12月CBS/SONYオーディション全国大会にてグランプリを獲得。（共にグランプリを獲得したのは広島代表のFUZZ。育成アーティスト賞には関東甲信越代表のX。）
- 1988年 - CSアーティスト（現SMA）と専属契約。上京しライブ・レコーディング活動に入る。
- 1989年2月 - 1stアルバム『NIGHT HAWKS』でデビュー。以降CBS Sony Records（現SONY MUSIC ENTERTAINMENT）よりベストアルバム、サウンドトラック含めアルバム7枚、シングル2枚をリリース。洋楽部門よりTHE WHOOZE 「37KARAT」を発表。
- 1994年 - ベストアルバム発表後、BMGビクターに移籍。BMGビクターよりアルバム1枚、シングル5枚をリリース。
- 1996年 - キティエンタテインメントよりLIVEアルバム1枚リリース。
- 1995年 - 財津和夫ツアー「愛はちっとも難しくない」のメンバーとして全国ツアーに帯同。この時のツアーメンバーとの交友関係が現在でも繋がり（Dr阿久井喜一郎、EG杉原ひろし、pf丹野義昭、Syn伊藤心太郎、ChoYASS）2016年にTHE CRICKETSを立ち上げる事になる。この頃からBAND活動以外に多数のスタジオセッションやライブセッションを展開。
- 1997年 - 難波弘之プロデュースの“ヌーボ・イミグラード”のレコーディング等のスタジオセッションに参加。
- 1998年 - NIGHT HAWKSのLive活動と平行し、難波弘之、そうる透と共にSENCE OF WONDERのBassistとしてLive活動に入る。
- 1998年4月 - 専門学校ESP MUSICAL ACADEMYのベースコース講師に就任。
- 1999年 - SpeakyZ結成。メンバーはVo藤本朗（X-ray）EG岩尾徹、Dr辻伸介、Key盛山浩一（Hot rot cure）。パーマネントバンドとして活動。当初はJOURNEYのトリビュートバンドからスタートしたが、徐々にオリジナルを増やし、定期的にLIVE活動を行うも松本の音楽状況が多忙になり2001年脱退。後任は長谷川淳（GERARD）。
- 2001年 - ギルティーギア イグゼクス（GGXX）のレコーディングに参加。レコーディングメンバー、EG 岩尾徹、Dr梅澤康弘（ex Reaction、Jackson Joker）Key 盛山浩一（Hot rot cure）、サポートEG鈴木亮をバンド名「A・S・H」として2002年リリースと同時に品川ステラホール、目黒鹿鳴館、池袋LIVE IN ROSAでLIVEを開催。その模様が2003年にリリースされたギルティギア イグゼクスサウンドアライブ（A・S・H名義）に収録されている。
- 2002年 - SENCE OF WONDERのメンバーとして初のフルアルバム『EarthSide』をリリース。後に4枚のアルバム、3枚のDVDをリリース。ライブ・ツアー活動は現在に至る。
- 2002年 - 加納秀人BANDのBessistとして（前任は六川正彦）LIVEサポートをスタート。ドラムのそうる透が多忙により、外道のオリジナルメンバーである中野良一を呼び戻し、GEDO時代のKey関谷聡と共にLIVE活動を再開。Keyの関谷が抜け、12月に3人（加納秀人、松本慎二、中野良一）で行った初台DOORSのLIVEでソニー・ミュージックアソシエイトレコーズの近藤“KONDI”宣幸と出会い即契約（出会ったというよりもKONDIがスタッフを連れてスカウトに来た形）。
- 2003年 - 「外道」として復活を果たす。7月にベストアルバム『Best外道』、9月にフルアルバム『外道NφW』をリリース。その後映画のサウンドトラック『実録ヒットマン 北海の虎 -望郷- ORIGINAL SOUNDTRACK』を11月にリリースとソニー・ミュージックアソシエイトレコーズから3枚のフルアルバムを発売。ライブ活動も沖縄PEACEFULL LOVE ROCK FESやFUJI ROCK FES、横浜赤レンガ倉庫復活祭とイベントに多数出演。
- 2004年 - 外道の限定復活はメンバーそれぞれでシングルをリリースして終了。*「BANZAI 外道」　BANZAI 外道 / 平成讃歌　-松本慎二（ソニー・ミュージックアソシエイトレコーズ）。今後も活動をする事で合意していた矢先に、ドラムの中野良一が脱退して事実上「外道」再度の解散。
- 2003年 - H.Shirahama project白浜久（exARB）のサポートを開始。メンバーはEG.Vo白浜久、EG.Cho田中一郎（exARB、甲斐バンド）Dr西川貴博(THE KIDS）。
- 2004年 - 田中一郎（ex.ARB、甲斐バンド）、斉藤光浩（ex.ARB、BOWWOW）とARBギタリストによる「三色丼ツアー」にBessistとして参加。その後もH.Shirahama projectや一久のBessistとして活動。（2008年終了）
- 2005年 - 10/29 初台The Doors『RUMI-VOX Vol.3/Knock! Knock! Knock!』からRUMI-VOXにサポートBassistとして参加。（Vo RUMI-KC、EG.cho田中一郎、EG.cho斉藤光浩、Dr西川貴博）以後2009年のVol.11まで毎年コンスタントにLIVE参加。12月、吉祥寺にあるステージ衣装プロデュース、シルバージュエリー販売の会社「JAP工房」のイベント『JAP NIGHT Vol.5 "Bravo!Brava!Bravooo!"』（吉祥寺Planet K）に出演。その時結成されたのが「Jampi’n Jap Stars」。Dr梅澤康弘、EG斉藤光浩、EG.Vo高橋ヨシロウ（Action、NOVELA）。

メンバーは不定期で今まで参加したミュージシャンは下記。
渡辺貢（Personz）、廣瀬洋一（The Yellow Monkey）、原田ケンタ、高橋ロジャー（X-ray）、辻伸介（FREEN）、そうる透、田中一郎、川上正樹、甲斐(KAI)貴之（Earth Shaker）、菊池琢己（頭脳警察）、佐々井康雄（GERARD）
永川敏郎（GERARD）
- 2006年 - Queen + Paul Rodgersを埼玉スーパーアリーナに観に行った時の音楽仲間達と興奮のあまりバンド結成を宣言。「FREEN」というバンド名（FREE＋QUEEN）で現在も活動中。毎年11月24日のフレディマーキュリーの命日に原宿クロコダイルでイベントを開催。Bohemian Rhapsodyを生の肉声で演奏する日本で唯一のBAND。メンバーはVo.川上正樹（現在はもりまさき）、EG.Cho横田徹、Dr.Cho辻伸介、Key.Cho竹中敬一（Gueen）シングル1枚とアルバム1枚を制作（オリジナル）。

11月『頭脳警察 VS 外道 TOUR　～ROCK LEGEND ツアー～』として神戸、大阪、名古屋、東京のジョイントツアー敢行。
- 2009年 - サポートしていた玲里のLIVEやレコーディングが本格化し、2011年玲里の1stアルバム「KISS AND FLY」(Yomiuri TV Enterprise)に参加。LIVEとレコーディング（のち2枚のフルアルバム）にも参加。現在も活動を継続中。レコーディング参加メンバー（難波弘之／土屋昌巳／織田哲郎／北島健二／佐橋佳幸／ 吉良知彦／日下部”Burny”正則／徳永暁人／安部一城／ 宮里陽太／YUHKI／忍田耕一／伊藤広規／小室和幸／根岸孝旨／そうる透／屋敷豪太／ 高橋”Roger”和久／森信行／小笠原拓海／飯尾芳史）LIVE参加メンバー（Key難波弘之、EG.Cho吉良知彦、Dr森信行、Fh YUHKI）2009年自身の20周年記念イベントをESP MUSICAL ACADEMY Club1ne2woホールで開催。

出演バンド（Speak'y Z、FREEN、山本英美Band、BANZAI！、RUMI-VOX-BAND、まるで外道、Sense of Wonder）6年振りに外道　加納秀人と再会。ドラムにそうる透を据え、改めて「外道」を復活。LIVE活動に入る。
- 2010年 - BOWWOW SUPER LIVE　＠渋谷O-EASTにBassistのDAISUKEの腱鞘炎による欠場の代役として参加。
- 2017年 - 現在もずっと続いて開催され、JJSとして出演。

- 2011年 - 05/21(Sat) 下北沢GARDEN にてSense Of Wonder 〜30th Anniversary Live〜。ゲストに歴代Bassistが集結。小室和幸(Bass/Vo) / 根岸孝旨(Bass) / 田辺モット(Bass)10月『伝説のROCK対決！頭脳警察vs外道ツアー』として神戸、大阪、名古屋のジョイントツアー。OAは快進のICIGEKI。
- 2012年 - 新生外道として始めてのアルバム、いつものところでブルースを〜LIVE IN CROCODILEをリリース。以降、2枚のフルアルバムと2枚のDVDをKing Recordsから発表。現在も活動中。
- 2015年 - 斉藤光浩（ex ARB、BOWWOW）BANDの一員として参加。2015～2016にかけて行われた斉藤光浩 40th Anniversary LIVEにフル参戦。Vo&Gt.斉藤光浩、Key.川村ケン、Dr.小柳Cherry昌法（LINDBERG）、Dr北澤"KI-YAN"篤、山本恭司（BOWWOW）と競演。現在も一員としてLIVE活動を行っている。同年BOWWOW G2（EG.Vo山本恭司、EG.Vo斉藤光浩、Dr小柳Cherry昌法）のメンバーとしても2015年から活動。札幌ハマーボール　＠ZEPP札幌、BOWWOW G2　LIVE　＠渋谷マウントレーニア、名古屋・秋の音楽フェス!!『SAMURAI ROMIX '15～秋の陣』等でライブ活動。現在も一員としてLIVE活動を行っている。12月　旧知の仲だったEG岩見和彦（NANIWA EXPRESS）と甲府出身ミュージシャンEG都積輝（NAKED）を軸にカズボン道場というイベントを甲府桜座にて開催。地元ミュージシャンとのセッションで交流を深め、甲府の音楽の振興を目標に現在でも定期的に甲府桜座で開催。メンバーは前出、EG.岩見和彦、EG.都積輝、Dr辻伸介（FREEN）、Vo.木村K児、Vo.佐藤知恵、Key.大田公一（Corvettes）
- 2016年

1月 - JAP工房イベントJAP NIGHT vol.24『明るい日本の夜明け』＠吉祥寺PlanetKにイエローマンキーズとJJSで2日出演。イエローマンキーズ（Vo.EG.都積輝、EG.斉藤光浩、Dr.辻伸介）JJSメンバーVo.佐々井康雄、EG.斉藤光浩、EG.菊池琢己（頭脳警察）Dr.辻伸介。・神戸チキンジョージで「FREEN」LIVE
2月 - 斉藤光浩Birthday LIVE「With you」＠高円寺MISSIONにメンバーで出演・田中一郎主催　高円寺ShowBoat『3+3+3 on 2/20』にP.S.I Love You名義で(田中一郎/松本慎二/ぴのり)で出演・外道ツアー　＠大阪THE LIVE HOUSE SOMA、 @堺Tick-Tack、＠名古屋　TOKUZO。
3月 - 外道VSクリエイション　＠六本木EXシアター。3月のツアーから 田中一郎グループのBassistとして参加。現在はDr Jah-Rahとトリオでサポート。＠神戸チキンジョージ、＠大阪THE LIVE HOUSE SOMA、＠名古屋ELL SIZE、＠高円寺Show Boat
4月 - 横ちゃん祭り　＠町田プレイハウスにてFREEN LIVE
5月
- 外道　＠柏サンブアップ
- 「FREEN VS ABTRA」＠原宿クロコダイル
- 渋谷Lamamaイベント　スーパーロックショウ エンドレスレジェンドに外道で出演　※Dr.高橋ロジャー
- 富士氷穴のイベントにOverDriveで出演（EG.Vo.都積輝、EG.菊池琢己、Dr.秋山トシ）

6月
- センスオブワンダー ツアー　＠仙台ENN2nd　＠下北沢GARDEN
- 玲里レコ初LIVE　＠晴れたら空に豆まいて　Vo.EG.pf.玲里、EG.吉良知彦（ZABADAK）、Dr.森信行（ex.くるり）、pf.Key難波弘之、Flh.Yuhki
- 難波弘之名義　40周年記念アルバム「一生鍵命」の収録曲「ココロと心臓」「浮遊」をセンスオブワンダーでレコーディング
- 外道 アコースティックLIVE　＠大岡山GoodStockTokyo

7月
- センスオブワンダー ツアー　＠京都RAG、＠名古屋ELL SIZE
- 竹本孝之35周年イベント「Back in the Game」＠東京メルパルクホールにてベースで出演。メンバーはVo.AG.竹本孝之、EG.AG.山下雅之、EG.斉藤光浩、Dr.小柳Cherry昌法、Key.川村ケン、Cho.AG.浦田健志、Tp.荒木敏男、Tp.下神竜哉、Sax.包国充。
- MARK II名義で高円寺HighにてDeep Purple LIVE in Japn完全再現LIVEを開催。メンバーはKey.厚見玲衣（VOWWOW）、EG.Burny日下部（SNIPER,吉井和也）Dr.高見沢敏寛 他
- 迫水秀樹「世界に届け。歌う手紙」レコ発LIVE　＠目黒APIA 40にレコーディングに参加した曲「赤信号」を演奏。迫水秀樹とはESP学園シンガーソングライターコースでの教え子。

8月
- BOWWOW G2 LIVE ＠渋谷マウントレーニア
- P.S.I Love You LIVE（EG.VO.田中一郎、Dr.ぴのり）＋Jah-Rah　＠高円寺ShowBoat
- 「We Resprct the Kazuo Zaitsu with TULIP～愛はちっとも難しくないぜ～」　THE CRICKETS　＠原宿クロコダイル　メンバーはVo.AG.YASS（LORAN）、EG.杉原ひろし（子供バンド）、EG.飯室博（矢沢永吉 他）、Dr阿久井喜一郎（小野正利 他）、pf.伊藤心太郎（Bakelite Blues Band）、丹野義昭（TULIP）

9月
- 難波弘之40周年Anniversary LIVE　＠六本木EXシアター出演者；pf.Key.Vo.難波弘之、EG.AG.BURNY日下部、Dr.そうる透、Vo.玲里、Vo.高嶋政宏、Vo.山下達郎
- 小寺聖夏デビュー記念ライブ　＠北海道厚真町福祉センター大ホールメンバー　Vo.三味線.小寺聖夏、pf.丹野義昭、EG.塚田光一、Syn.西澤正明、Dr.芝典生

10月
- 高円寺ShowBoat 2MAN SERIESに田中一郎グループで出演
- 琢己の悪巧み　＠高円寺ShowBoatに出演。出演者；EG.Vo.菊池琢己（頭脳警察）、Vo.PANTA（頭脳警察）、EG.都積輝（NAKED）Dr.豊田絵美（NUDE TRIP) 、Key.野口久和（MY GENERATION、ex ウエルカム)、Key.猪野陽子 (上々颱風、ジョモルタ、ex S-KEN)、Key.海老芳弘（ex.千年コメッツ）、Vo.Chato (ChatoBand)
- 「岩見和彦のカズボン道場Vol.84」　＠甲府桜座　出演。

11月
- 外道　＠原宿クロコダイル
- Reaction Debut 30th Anniversary UME&YASU Memorial LIVE　＠目黒鹿鳴館にASIAN BLACKで参加。メンバーはVo.藤原MAXマサノリ（ex十二単）、EG.Cho.BURNY日下部、Dr.高橋ロジャー他出演者はNAMM；Vo, JUN SARADO(ex,DIZZY LUCK)、Gu, AKIRA`HOP`HORIUCHI(ex,PASSION ROSE)、Gu, SHIGEHARU`shige`TOUJO(ex,DIZZY LUCK)、Ba, JUN TAMAI(ex,WAR CRY)、GuestDr, JUN(ex,LADIES ROOM)　 REACTION；Vo, 木村直樹(ex,BODY、LOVEROCK VIOLENT)、Gu, 白田一秀(ex,PRESENCE、GRAND SLAM、etc)、Ba, 反町YUKI哲之(Legacy Of The Soul、HAMEL、etc)、Dr, 本間大嗣(ex,EZO、LOUDNESS、ANTHEM、etc)、西田`Ryu`竜一(ex,NOVELA、ex,VIENNA、Ra:IN)
- FREEN Freddie Mercury追悼15th　＠原宿クロコダイル

12月
- Kaz南澤　Are you doing？　三回忌LIVE　＠原宿クロコダイルに出演。メンバーはVo.Keiko Walker、EG.西山HANK厚人、EG.中村康太、Key.友成好宏、Dr.鎌田清、Per.中島オバヲ、Sax中村哲
- 外道アコースティックライブ　＠大岡山GoodStockTokyo
- 玲里アコースティックライブ　＠大岡山GoodStockTokyo（Vo.EG,AG.Vo.玲里、Key.難波弘之）

## ディスコグラフィー

### シングル
| 発売年 | タイトル                                                                                    |
| ------ | ------------------------------------------------------------------------------------------- |
| 1990年 | STAY ALIVE（CBS SONY）                                                                      |
| 1990年 | SHOUT（CBS SONY）                                                                           |
| 1993年 | Always(NIGHT HAWKS & TOSHI)(BMGビクター）                                                   |
| 1993年 | Paradise(NIGHT HAWKS & TOSHI)(BMGビクター）                                                 |
| 1994年 | 泣いているのは(NIGHT HAWKS & TOSHI)(BMGビクター）                                           |
| 1994年 | 瞳見つめて（NIGHT HAWKS featuring S・KARUBE）(BMGビクター）                                 |
| 1995年 | Never Mind～今を信じれば～(BMGビクター）                                                    |
| 2003年 | I CAN SHOUT, I CAN FIGHT 〜宇宙からの叫びIII〜 （ソニー・ミュージックアソシエイトレコーズ） |
| 2004年 | BANZAI 外道 BANZAI 外道 / 平成讃歌 -松本慎二（ソニー・ミュージックアソシエイトレコーズ）    |

### アルバム

#### NIGHT HAWKS
| 発売年 | タイトル                                                              |
| ------ | --------------------------------------------------------------------- |
| 1989年 | NIGHT HAWKS（CBS SONY）                                               |
| 1990年 | NIGHT HAWKS II（CBS SONY）                                            |
| 1989年 | 風魔の小次郎 オリジナル・アニメーション・サウンドトラック（CBS SONY） |
| 1990年 | 風魔の小次郎 聖剣戦争編 サウンドトラック（CBS SONY）                  |
| 1991年 | 37KARAT (THE WHOOZE)（CBS SONY）                                      |
| 1992年 | NO SATISFACTION（CBS SONY）                                           |
| 1994年 | THE MIDNIGHT HAWKS（CBS SONY）                                        |
| 1994年 | POWER OF LOVE(BMGビクター）                                           |
| 1996年 | POWER IN LIVE（Kittyレコード）                                        |

#### SENSE OF WONDER
| 発売年月  | タイトル |
| --------- | --- |
| 2002年    | EarthSide 難波弘之 & Sense of Wonder（CoolCorporation）                                                                |
| 2002年    | 2001:A WONDER ODYSSEY THE BEST OF HIROYUKI NAMBA&SENSE OF WONDER／難波弘之 20th Anniversary Edition（CoolCorporation） |
| 2006年7月 | GOLDEN BEST 難波弘之/センス・オブ・ワンダー BMG JAPAN （BVCK-38116）                                                   |
| 2013年5月 | Childhood's End～幼年期の終り～ キングレコード                                                                         |
| 2014年1月 | 『TVアニメーション「スペース☆ダンディ」O.S.T.1 ベストヒット BBP』（フライングドッグ／ビクター、VTCL-60368）            |
| 2016年9月 | 「一生鍵命」難波弘之 鍵盤生活４０周年記念アルバム キングレコード（品番KICS-3416）                                      |

#### 外道
| 発売年月   | タイトル                                                                                       |
| ---------- | ---------------------------------------------------------------------------------------------- |
| 2003年7月  | ベスト外道（ソニー・ミュージックアソシエイトレコーズ）                                         |
| 2003年9月  | 外道NφW（ソニー・ミュージックアソシエイトレコーズ）                                            |
| 2003年11月 | 実録ヒットマン 北海の虎 -望郷- ORIGINAL SOUNDTRACK（ソニー・ミュージックアソシエイトレコーズ） |
| 2012年5月  | いつものところでブルースを〜LIVE IN CROCODILE（ディスクユニオン）                              |
| 2013年11月 | 魂の叫び（キングレコード）                                                                     |
| 2015年1月  | Rocking The BLUES （キングレコード）                                                           |

#### 玲里
| 発売年 | タイトル                                   |
| ------ | ------------------------------------------ |
| 2011年 | 「KISS AND FLY」(Yomiuri TV Enterprise)    |
| 2012年 | 「Never Let Me Go」(Yomiuri TV Enterprise) |
| 2016年 | 「OPEN WORLD」(PROG STAR RECORDS)          |

#### FUKUSIMA RECORD
| 発売年月   | タイトル                                    |
| ---------- | ------------------------------------------- |
| 2011年12月 | フクシマレコーズ2ndアルバム「声に出して。」 |
| 2012年7月  | 4th. Album「明日への扉」                    |

#### FREEN
| 発売年 | タイトル                                      |
| ------ | --------------------------------------------- |
| 2010年 | シングル「Always」（FREEN RECORDS）           |
| 2014年 | ミニアルバム「Killer Freen」（FREEN RECORDS） |

### DVD
| 発売年月日    | タイトル                                                                      |
| ------------- | ----------------------------------------------------------------------------- |
| 2002年        | EARTH SIDE TOUR 2002 / 難波弘之＆SENSE OF WONDER（CoolCorporation）           |
| 2011年        | SENSE OF WONDER LIVE IN 2010 （CoolCorporation）                              |
| 2011年8月19日 | DVD「Live Lab. Sense Of Wonder」アトス・インターナショナル（ASIN:B005CUE1HQ） |

### ビデオ

#### 外道
| 発売年月日   | タイトル                                                         |
| ------------ | ---------------------------------------------------------------- |
| 2004年7月7日 | Rocking in the Bules（ソニー・ミュージックアソシエイトレコーズ） |

### Game Music
| 発売年 | タイトル                                                                      |
| ------ | ----------------------------------------------------------------------------- |
| 2000年 | KEYBOARDMANIA 2nd MIX + consumer1 new songs (Konami Music Entertainmen)       |
| 2001年 | KEYBOARDMANIA full-sized collection (Konami Music Entertainmen)               |
| 2002年 | ギルティギアイグゼクス オリジナルサウンドトラック 2枚組み (T’s Entertainment) |
| 2003年 | ギルティギア イグゼクスサウンドアライブ（ASH名義）(Star jam Corp)             |
| 2004年 | GUILTY GEAR XX in L.A VOCAL EDITION (TEAM Entertainment)                      |
| 2004年 | GUILTY GEAR XX in N.Y VOCAL EDITION (TEAM Entertainment)                      |
| 2005年 | Heavy Metal Thunder -The Recordings （Toshiba EMI）                           |
| 2005年 | GUILTY GEAR SOUND COMPLETE BOX (TEAM Entertainment)                           |
| 2016年 | Pripara☆ Music Collection season.2 DX (DIVE II entertainment)                 |

## 他の活動
1992年7月に行われた第三回赤羽家族計画　＠川崎クラブチッタで「山羊智詞＆赤羽楽団」に参加。
その時のメンバーはVo.宮原学、EG.横内健亨、EG.大谷令文、Dr.高橋ロジャー。
その後数回に渡りLIVEに参加。